# 탕융퉁

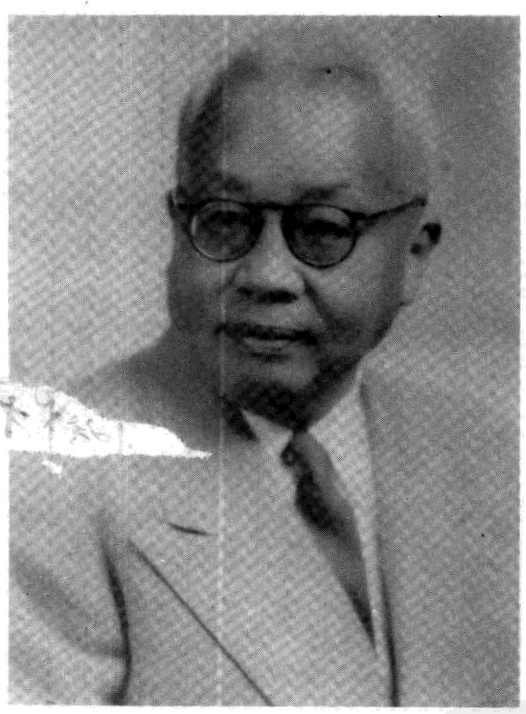

탕융퉁(탕용동, 중국어 간체자: 汤用彤, 1893년 8월 4일 ~ 1964년 5월 1일)은 중국의 철학 연구자이다.
청나라 후베이성 황메이 현 사람이며 1912년 베이징의 칭화 대학에 들어가 1916년에 동 대학에서 문과를 졸업하였다. 칭화 대학에서 재학하던 기간에 학교신문 <칭화주간(淸華週刊)>의 편집장, 기자 등으로 활동하기도 하였다. 1917년 미국에 건너가 햄라인 대학에서 철학, 심리학 등을 공부하였고, 1919년에는 하버드 대학에 들어가 철학을 연구하여 철학 석사 학위를 취득하였다. 1922년 중국에 돌아간 이후 난징 국립 둥난 대학, 1926년 톈진 사립 난카이 대학, 1927년 난징 국립 중앙 대학, 1931년 국립 베이징 대학 철학과 교수가 되었다. 1934년부터 동 대학 철학과 주임 교수가 되었다. 중일 전쟁 기간에는 1937년 중화민국 국민 정부에서 창사 국립 임시 대학, 1938년 쿤밍 국립 서남 연합대학(西南聯合大學) 등의 철학과 교수를 맡았고, 1940년대에는 한때 국립 서남 연합 대학의 철학과 심리학과 주임 교수직에 있기도 했다. 1946년 베이핑으로 복귀한 이후에는 국립 베이징 대학 철학과 학과장 겸 문학원 원장이 되었다. 1948년 중반 이후는 국립 베이징 대학 교장 직을 대행하였으나, 대학 내에서는 리다자오, 천두슈, 루쉰, 취추바이, 저우언라이, 마오쩌둥, 주더, 리리싼 등의 후계 세력을 자임하는 교직원, 학생들이 전후 베이징대의 사무의 실권을 장악하게 되었고, 그로 인해 1949년 중화인민공화국의 성립을 전후로 해서 베이징 대학 교내의 각 사무의 전반은 베이징대 동문들의 지원을 받던 공산주의 군사 활동가 마인추(중앙인민정부 위원), 천두슈, 양창지(마오쩌둥의 전 장인), 리다자오 등과 함께 베이징대 철학과 교수를 지낸 중국 민주 촉진회계의 마오주의 교육부장 마쉬룬(중앙인민정부 위원), 마오쩌둥주의 혁명 활동가 출신의 문학 평론가 마오둔(중앙인민정부 위원) 등 및 베이징대 중국 공산당 위원회에 의해서 집행되었다. 중공 정부 성립 이후로, 탕융퉁은 마르크스-레닌주의, 마오쩌둥주의로 사상을 전향을 하게 되었고, 베이징 대학의 항미원조 운동에도 관여하게 되었다 1951년 베이징 대학 부교장, 철학과 교수, 1953년 중공 과학원 역사고고학 위원, 1956년 중공 과학원 사회과학부 위원 등직에 있었지만, 원래의 동서양 철학 연구자로서 학문적인 교류, 창작 활동을 활발히 하지는 못하였다. 사상적 사색에 있어서 심고(心苦)를 겪던 중에, 1964년에 뇌일혈로 베이징에서 사망하였다. 중국 대륙의 민국 시기에서 학문을 하던 기간에 인도의 전통 종교로서의 불교 사상, 중국 고대 시기 사상 전래와 교류사 등을 주로 연구하였으며, 저작으로 《이학, 현학, 불학(理學, 玄學, 佛學) 》,《위진현학논고(魏晉玄學論考)》,《한위양진남북조불교사(漢魏兩晉南北朝佛敎史)》, 《수당불교사고(隋唐佛敎史考)》 등이 있다.